# Эгесторф
Эгесторф (нем. Egestorf) — община в Германии, в земле Нижняя Саксония.
Входит в состав района Харбург. Подчиняется управлению Ханштедт. Население составляет 2381 человек (на 31 декабря 2010 года). Занимает площадь 48,7 км².
Коммуна подразделяется на 6 сельских округов.